# Tomoe Gozen
Tomoe Gozen (巴 御前?; 1157? – 1247) è stata una militare giapponese.
Servitrice del generale Minamoto no Yoshinaka, al fianco del quale combatté le sue battaglie, è l'unica guerriera (onnamusha o onna-bugeisha) descritta nella letteratura epica della tradizione samurai. L'appellativo "gozen" (御前?) significa "onorevole", e può indicare che non fosse di nobili natali.

## Heike monogatari
Non si hanno informazioni attendibili sulla sua vita, e la sua stessa storicità è dubbia. Compare per la prima volta nell'epica giapponese Heike monogatari, che racconta le gesta dei protagonisti della guerra Genpei che portò alla formazione dello shogunato di Kamakura.
(in Jonathan Clements, "La storia segreta dei samurai")
Nonostante altre guerriere siano citate nello stesso Heike monogatari e nel Genpei jōsuiki, questa descrizione di Tomoe è un caso eccezionale nella letteratura samurai, che tende ad eroicizzare sempre gli uomini. Nel romanzo, Yoshinaka, presagendo la sconfitta durante la battaglia di Awazu, le ordina di allontanarsi, in modo che «non sia mai detto che il signore di Kiso veda la fine al fianco di una donna»; Tomoe protesta con foga, ma alla fine cede e obbedisce, svanendo nella foresta dopo aver ucciso un cavaliere nemico sul suo tragitto.
Si racconta che, durante la battaglia di Awazu del 1184, avesse decapitato Honda no Morishige di Musashi. È anche nota per aver ucciso Uchida Ieyoshi ed essere sfuggita alla cattura da parte di Hatakeyama Shigetada. Dopo che Tomoe Gozen aveva decapitato il capo del clan Musashi e presentatone la testa al capo Yoshinaka, la sua reputazione divenne così alta che fu considerata la prima donna generale del Giappone.

## Genpei jōsuiki

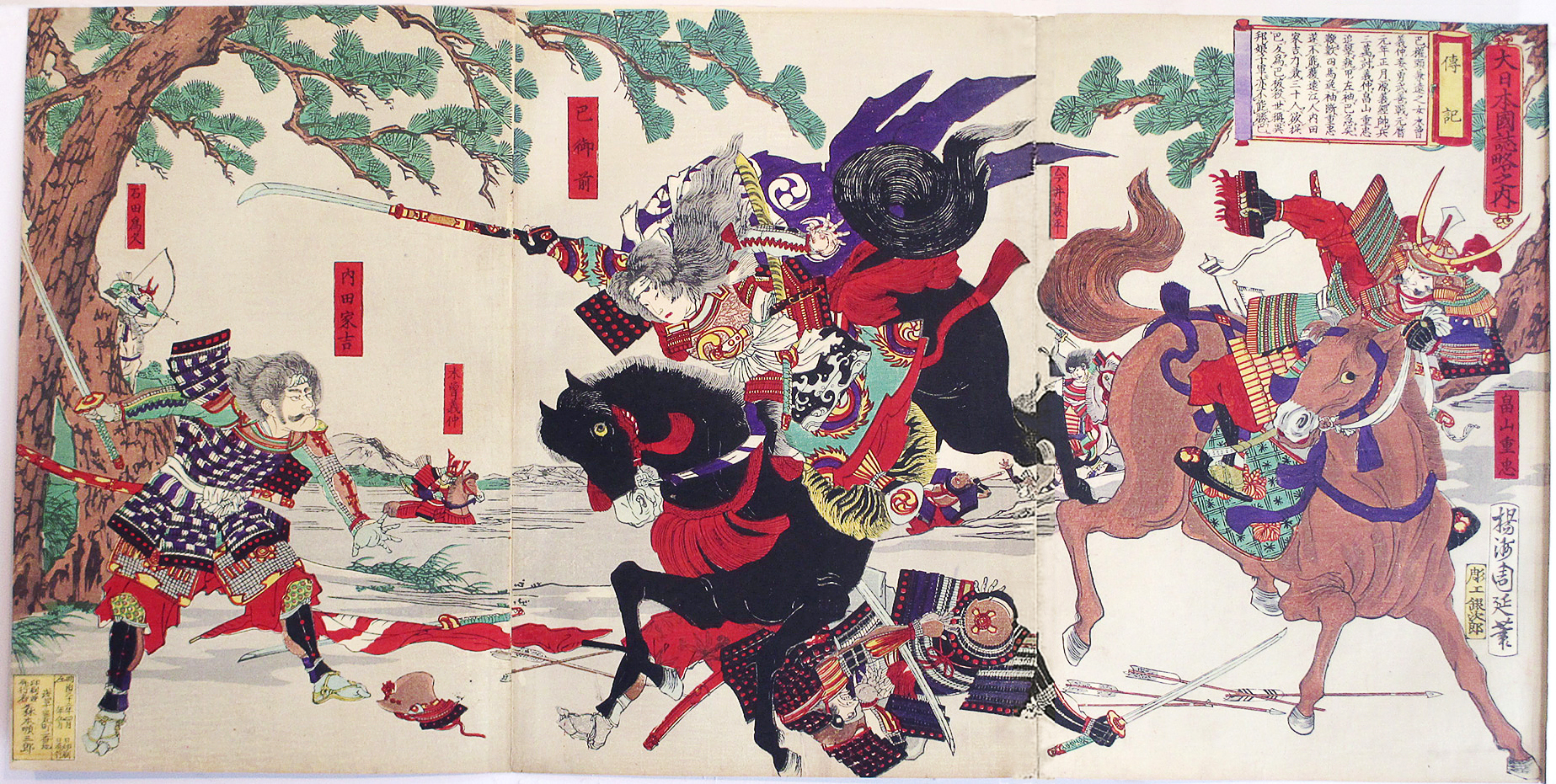
Tomoe Gozen con Uchida Ieyoshi e Hatakeyama no Shigetada. Stampa su legno di Yōshū Chikanobu, 1899

Il Genpei jōsuiki o Genpei seisuki presenta una versione diversa della battaglia di Awazu; Yoshinaka ordina a Tomoe di tornare nella sua terra a raccontare le sue gesta, in modo che la sua memoria sopravviva ai suoi nemici. Tuttavia, durante il tragitto, Wada Yoshimori la scaglia giù dal cavallo con un tronco di pino, e prende Tomoe come sua concubina. Il figlio che avrà con lui sarà ucciso quando gli Hōjō decidono di sterminare il clan Wada, e Tomoe si farà monaca.

## Nella cultura di massa
- Il personaggio di Tomoe Gozen compare in un capitolo Gaiden del manga Ushio e Tora ("La danza del fulmine"). In questa storia, all'apice della battaglia di Awazu, Tomoe racconta un episodio di 13 anni prima in cui entrò in contatto con il mostro Tora (all'epoca conosciuto come Nagatobimaru) e di come, vedendolo combattere, prese la decisione definitiva di seguire Yoshinaka divenendo un soldato. Al termine del racconto, obbedendo all'ultimo ordine del suo signore, lascia l'armatura ed abbandona il campo di battaglia uccidendo un cavaliere nemico sul suo tragitto.
- Compare anche nella serie televisiva Yoshitsune del 2005.
- Il personaggio di Tomoe Gozen viene citato da Tomoe Tsurugi, madre di Katami Tsurugi, nella serie Miraculous - Le storie di Ladybug e Chat Noir nell'episodio Ikari Gozen della 3ª stagione.
- Compare anche nel videogioco Shin Megami Tensei: Persona 4 come Persona (un alter ego spiritico che manifesta il potere di un'anima) di Chie Satonaka, appassionata di Kung-Fu e film di combattimento.
- La sua figura è ripresa nel manga "Majo Taisen-The War of Greedy Witches", nel quale affronta Elizabeth Bathory durante il primo round del Walpurgis. Le sue abilità, esclusi i poteri sovrannaturali, sono principalmente legati al combattimento corpo a corpo e alla maestria nell'utilizzo della spada. Viene anche nominata come "Mighty Witch", il suo desiderio è la Giustizia.
- Un personaggio di nome Tomoe, abile spadaccina e maestra delle arti della guerra, viene citata in documenti e note del videogioco Sekiro: Shadows Die Twice come mentore di Genichiro Ashina e creatrice delle arti eretiche del fulmine. Un suo documento autografo, permette di accedere ad uno dei finali.
- Tomoe compare anche in Ghost of Tsushima, come personaggio secondario. Lei è un'abile ed astuta arciera allenata dal Sensei Ishikawa.